# Android Go
Android Go, offiziell Android (Go-Edition) ist eine abgespeckte Version des Android-Betriebssystems für Low-End- und Ultra-Budget-Smartphones sowie Tablets.
Android Go ist für Smartphones mit 2 oder weniger GB RAM gedacht und wurde erstmals für Android Oreo verfügbar gemacht. Dieser Modus verfügt über Plattformoptimierungen, die die mobile Datennutzung reduzieren sollen (einschließlich der standardmäßigen Aktivierung des Datensparmodus), sowie über eine spezielle Suite von Google Mobile Services, die weniger ressourcen- und bandbreitenintensiv sein soll. Das Google-Play-Services-Paket wurde außerdem modularisiert, um den Speicherbedarf zu verringern. Im Google Play Store werden leichtere, für diese Geräte geeignete Apps angezeigt.
Die Benutzeroberfläche des Betriebssystems unterscheidet sich von der des Haupt-Android-Systems: In den Schnelleinstellungen werden Informationen über den Akku, das mobile Datenlimit und den verfügbaren Speicherplatz stärker hervorgehoben, das Menü für die letzten Apps hat ein geändertes Layout und ist auf vier Apps beschränkt (um den RAM-Verbrauch zu reduzieren), und es gibt eine Anwendungsprogrammierschnittstelle (API), die es Mobilfunkanbietern ermöglicht, Daten-Tracking und Aufladungen innerhalb des Android-Einstellungsmenüs zu implementieren. Einige Systemdienste, wie der Zugriff auf Benachrichtigungen und der Bild-in-Bild-Modus, sind deaktiviert, um die Leistung zu verbessern.
Die meisten Geräte, auf denen Android Go läuft, verwenden die Standard-Android-GUI von Google, obwohl es einige Hersteller gibt, die noch eine angepasste GUI verwenden.